# Peugeot D3 и D4
Peugeot D3 и D4 — малотоннажные грузовые автомобили, выпускаемые французской компанией Peugeot с 1946 по 1965 год. Всего было изготовлено 76000 экземпляров.

## Описание
В июне 1946 года компания Chenard & Walcker возобновила производство фургона CPV. Автомобиль оснащался двигателем внутреннего сгорания объёмом 1021 см3, мощностью 26 л. с. Из-за недостаточной мощности в 1947 году автомобиль стал оснащаться двигателем внутреннего сгорания мощностью 30 л. с. от модели Peugeot 202.
С 1950 года автомобиль оснащается двигателем от модели Peugeot 203. Модель получила название Peugeot D3A. С 1952 года производилась также модель Peugeot D3B с двигателем мощностью 40 л. с. С 1953 года рядом с местом водителя присутствует место пассажира.
С августа 1955 года автомобиль производится под названием Peugeot D4. С октября 1959 года автомобиль оснащался дизельным двигателем внутреннего сгорания. В 1960 году появилась модель Peugeot D4B с двигателем мощностью 55 л. с. Также появились мигающие указатели поворота.

## Интересные факты
Полицейский Peugeot D4 присутствует в фильме «Розовая пантера», в котором везли инспектора Клузо за обладание одноимённым бриллиантом.

## Галерея

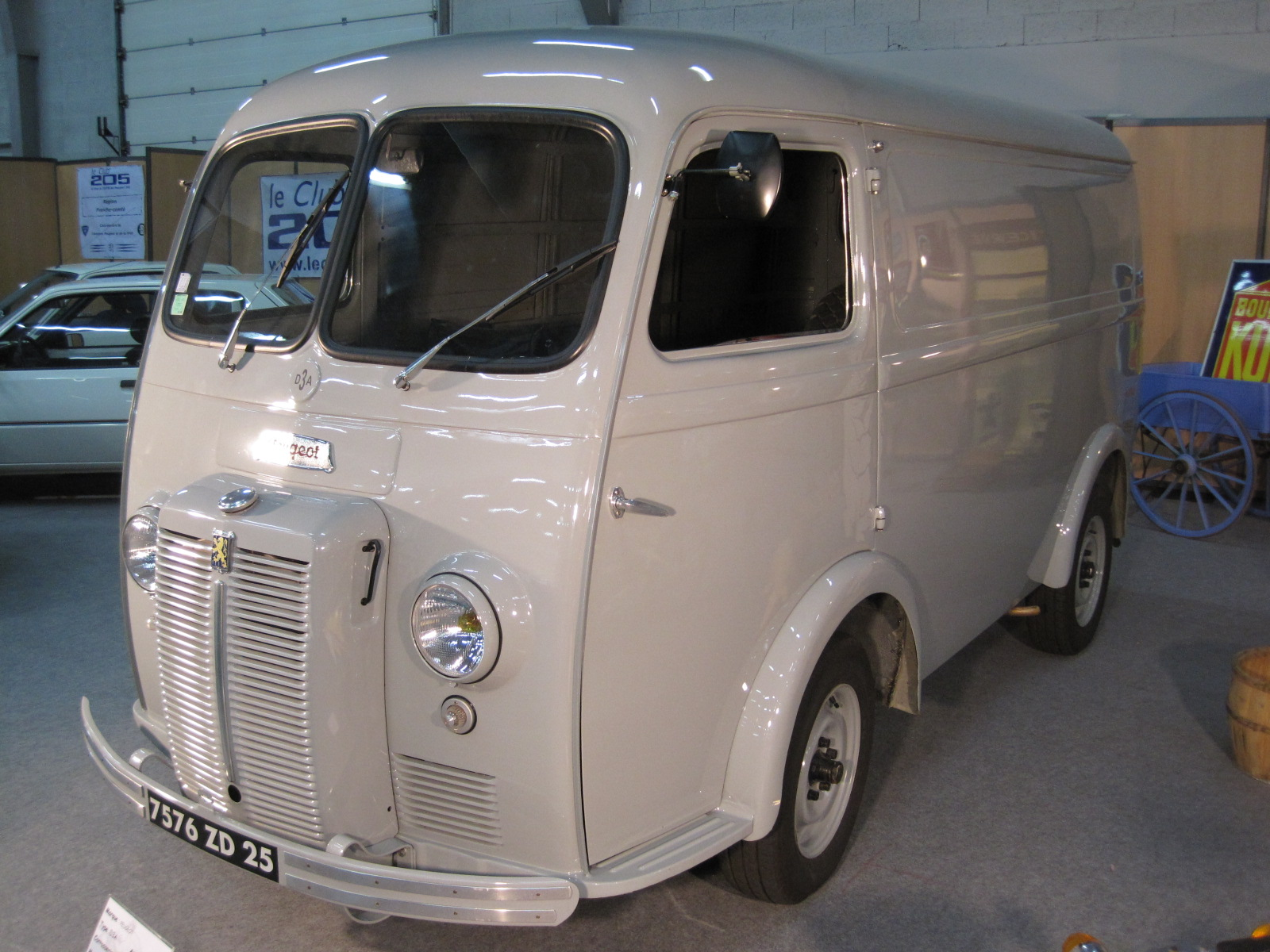
Peugeot D3A
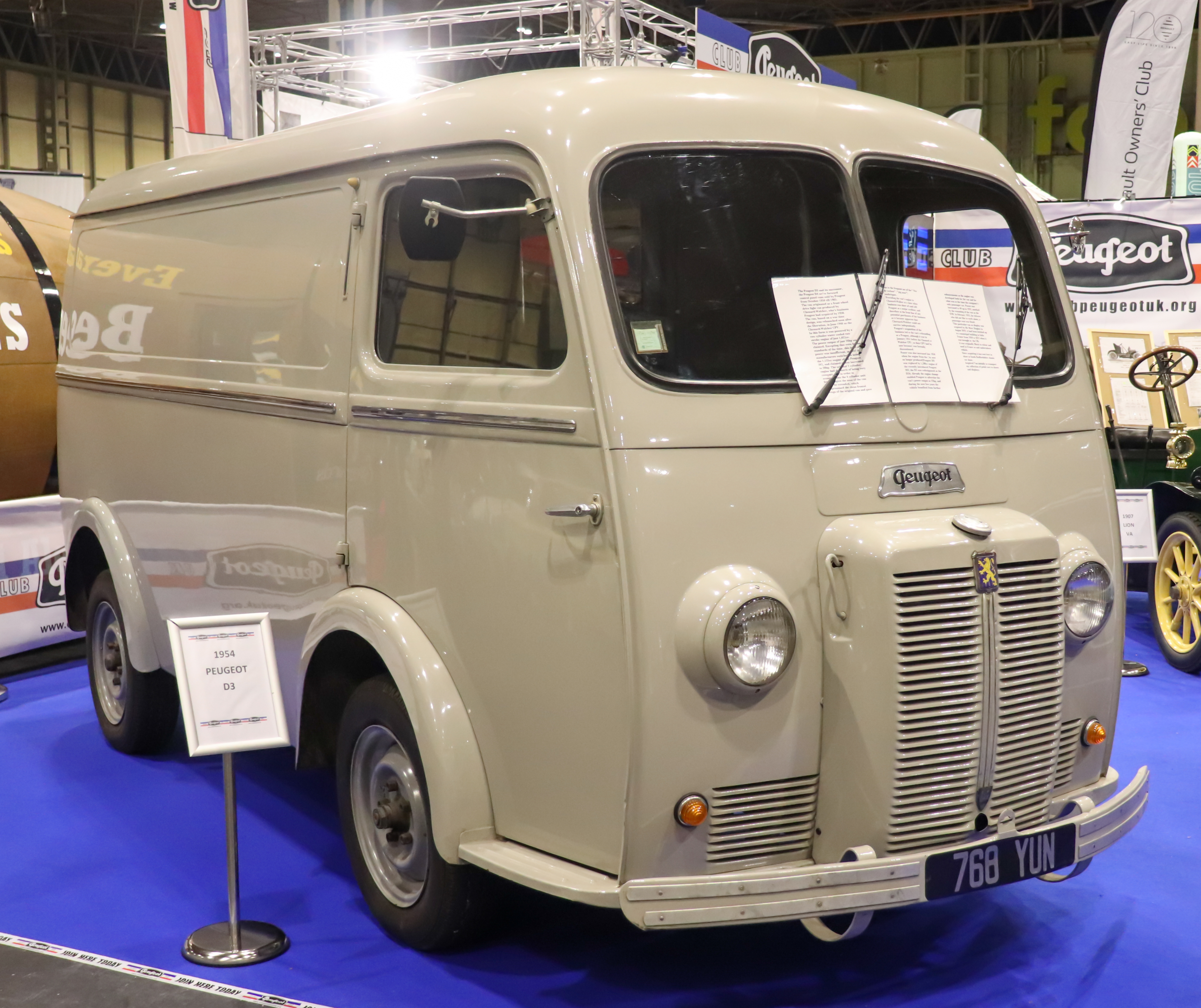
Peugeot D3A 1.4
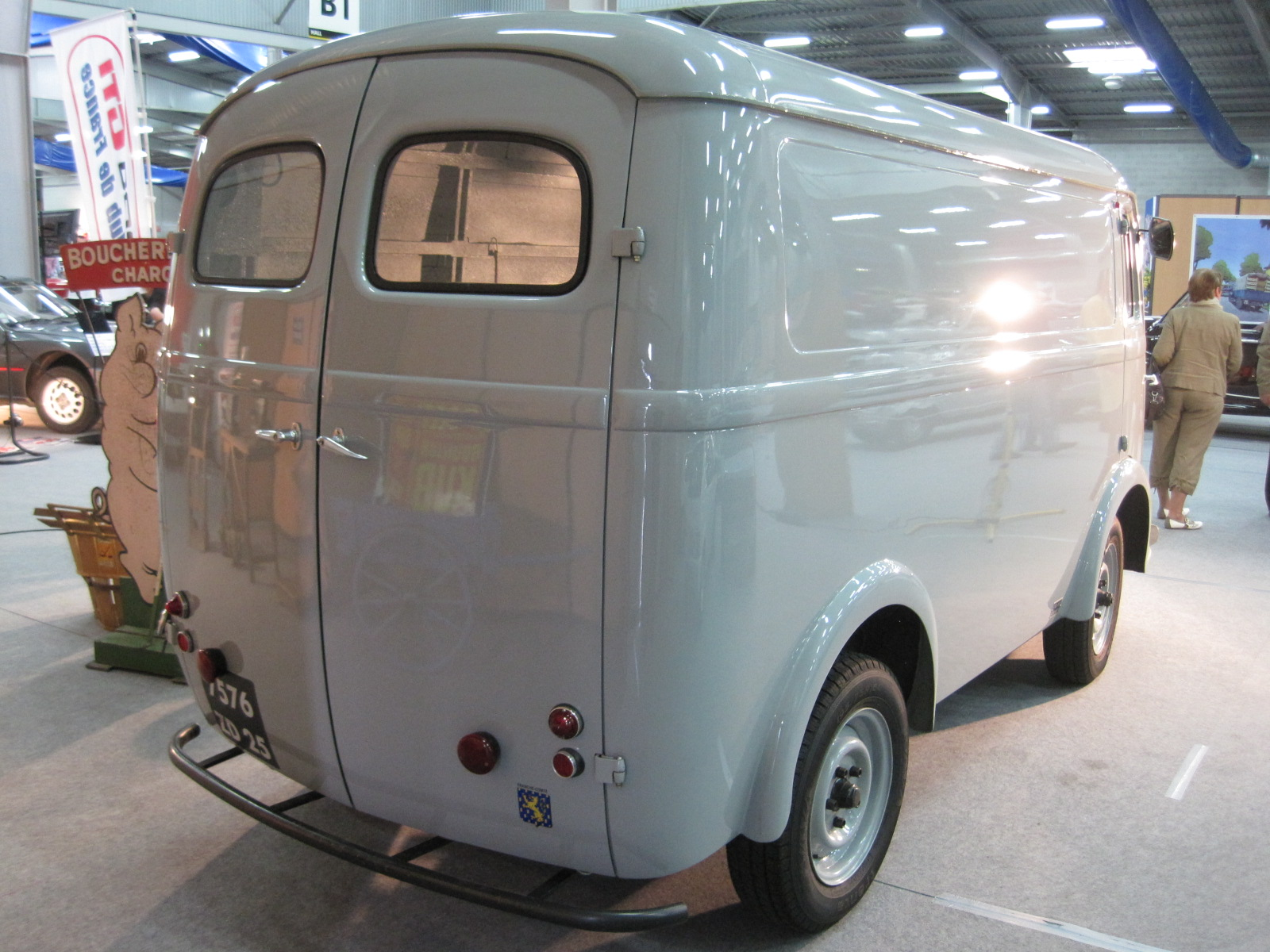
Peugeot D3A (вид сзади)
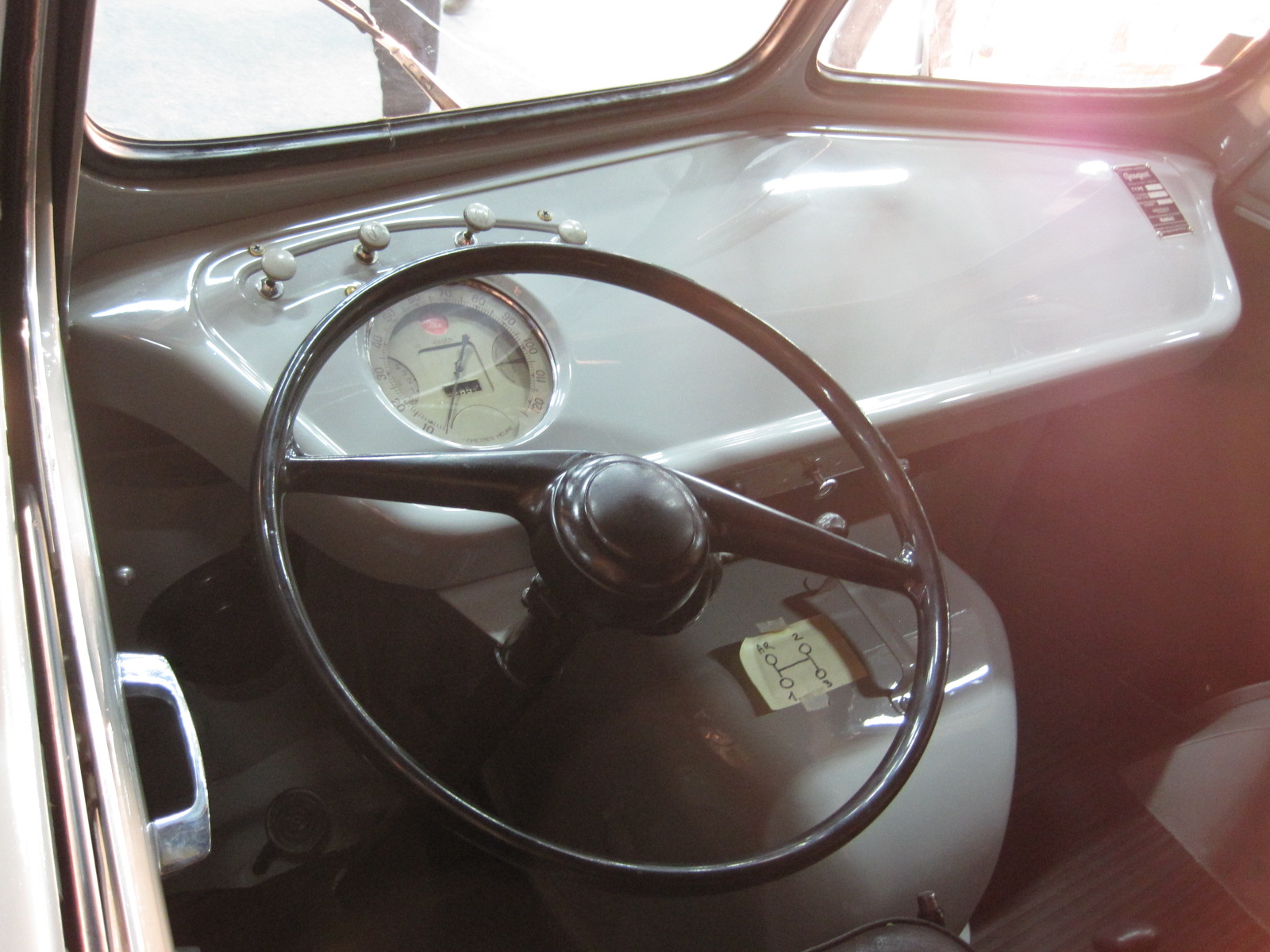
Место водителя
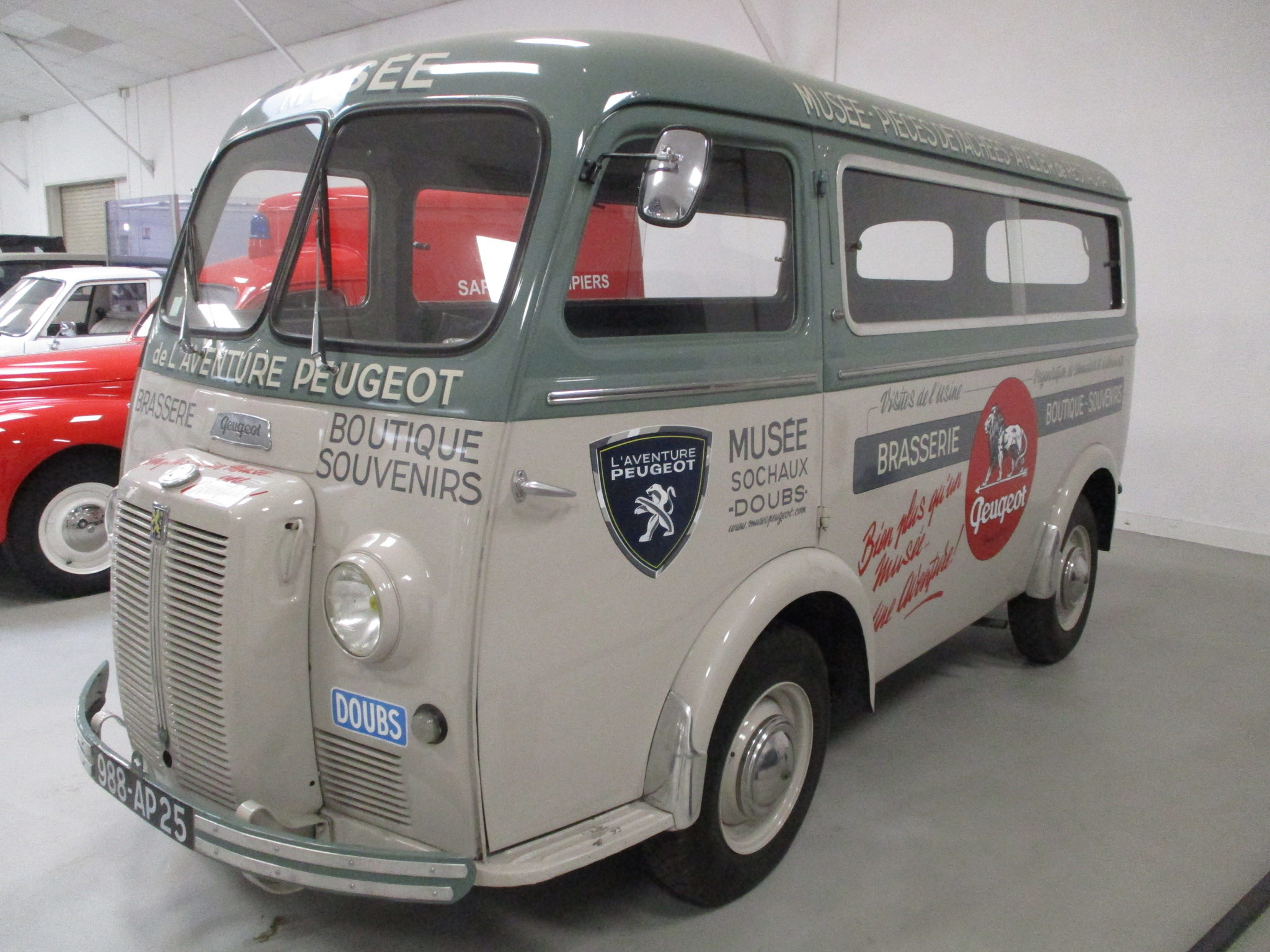
Peugeot D4A
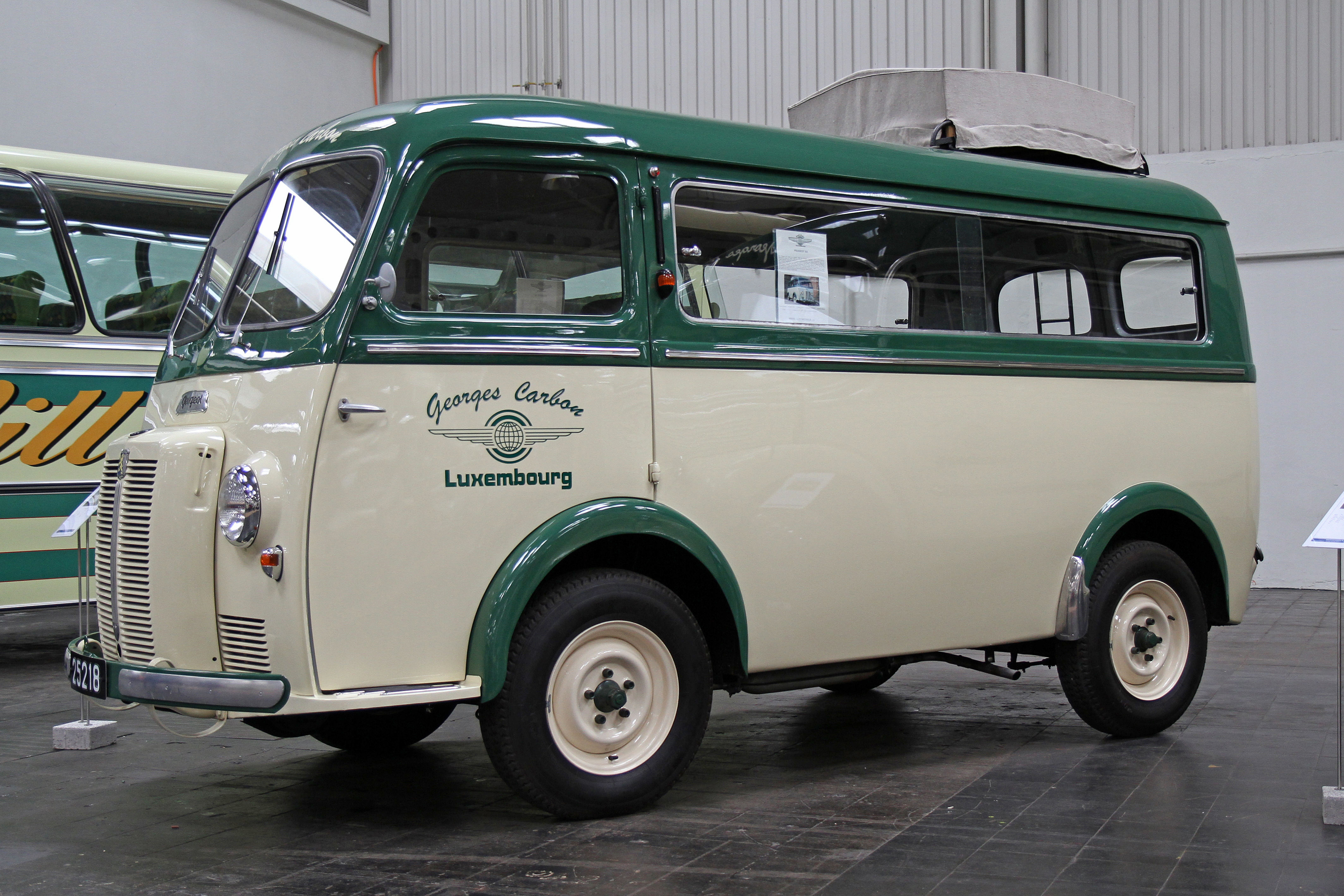
Peugeot D4A на выставке в Ганновере